# Lil Pump
Pour les articles homonymes, voir Lil Pump (album), Pump et Garcia.
Lil Pump, de son vrai nom Gazzy Fabio Garcia, né le 17 août 2000 à Miami, en Floride, est un rappeur, producteur et compositeur américano-colombien.

## Biographie

### Jeunesse
Gazzy Garcia est né en Floride de parents originaires de Colombie. Ces derniers ont divorcé 6 ans après sa naissance.
Adolescent, il est un élève à problèmes. En effet, il est renvoyé d'un collège pour y avoir vendu de la drogue. Il est ensuite renvoyé d'un autre collège pour avoir frappé une camarade parce qu'elle ne partageait pas son goût pour I Don't Like de Chief Keef. Il est enfin exclu d'une « école de la deuxième chance » pour y avoir déclenché une émeute.

### Carrière
Pump commence à rapper au collège sous l'influence de son ami Smokepurpp. Il diffuse ses premiers morceaux sur la plateforme Soundcloud avec plusieurs freestyles.

#### Un succès grandissant à l'horizon 2017
Pump commence à gagner en popularité. Il enchaîne en 2017 avec le morceau D Rose qui attire une audience qui s'étend avec le temps. Le réalisateur de clips Cole Bennett, qui a pour stratégie de réaliser les clips d'artistes encore peu connu et diffusant principalements sur Soundcloud, le contacte alors pour réaliser le clip du morceau sur la chaîne de son média, Lyrical Lemonade. Le morceau culmine aujourd'hui plus de 200 millions de vues. 
Il atteint la célébrité grâce à la chanson Gucci Gang qui atteint la deuxième place du Billboard Hot 100 et qui a été certifiée disque de platine aux États-Unis.

#### Signature chez Warner
Le 9 juin 2017, il signe un contrat chez le label Warner Bros contre une avance monétaire censée l’aider pour le financement de son premier album. Cette avance est estimée à 350 000 dollars.

#### Publication de son premier album
Le 6 octobre 2017, il publie son premier album studio, Lil Pump. Ce projet comporte de nombreux featurings avec notamment la présence de Lil Yachty, 2Chainz, Smokepurpp, Gucci Mane ou encore Chief Keef. Il participe également à la bande originale du film Deadpool 2 en étant invité par le DJ de Miami Diplo, fondateur du groupe Major Lazer, en plus de la chanteuse Zhavia et du rappeur French Montana.
Il représente, avec d'autres rappeurs comme XXXTentacion, Ski Mask The Slump God, Smokepurpp, Trippie Redd, Bhad Bhabie et Ronny J, une nouvelle génération de rappeurs et de producteurs issus de la plateforme de distribution audio en ligne SoundCloud. En 2018, il est considéré par le New York Times comme l'une des figures montantes de la scène américaine de rap.

#### Rupture de contrat puis nouvelle signature
En mars 2018, il rompt son contrat avec Warner. Ses avocats jouent alors sur le fait qu'il était mineur à la signature de son contrat. Ce contrat n'a donc jamais été certifié.
Il annonce quelques semaines plus tard retourner chez son ancien label contre la modique somme de 8 millions de dollars.

### Vie privée

#### Santé
Il dit être dyslexique.

#### Politique
En octobre 2020 il annonce publiquement soutenir le président sortant Donald Trump pour la présidentielle américaine de la même année (même s'il s'était publiquement opposé à lui lors des élections de 2016 en postant sur Twitter « Fuck Donald Trump »). Lors du dernier meeting de Trump, Pump le rejoint sur scène. Le président sortant le nomme alors « Little Pimp » ce qui provoque une vague de moqueries à l'encontre du jeune rappeur, son soutien au président (qui perdra finalement l'élection au profit de Joe Biden) étant peu apprécié dans l'opinion publique.

## Polémique
En décembre 2020, lors de la pandémie de COVID-19, il a été banni de la compagnie aérienne JetBlue après avoir refusé de porter un masque sur un vol de Fort Lauderdale à Los Angeles.

## Affaires judiciaires
Le 29 août 2018, il est condamné à plusieurs mois de prison pour avoir conduit une Rolls-Royce sans permis et y avoir attaché la plaque d'immatriculation d'une Mini-Cooper. Il enfreint ensuite les conditions de liberté conditionnelle auxquelles il est restreint à la suite de cet incident et est condamné à plusieurs mois de prison.
Le 4 décembre 2018, alors qu'il est en tournée au Danemark, il est arrêté par la police locale pour consommation de cannabis. Il est alors emmené au poste avec ses amis dans un véhicule de police où il a l'idée de lancer un live sur Instagram. Lors de ce live il fait un doigt d'honneur dans le dos d'un officier, ce qui lui vaut une nuit au poste et l'annulation de son concert.
En décembre 2020, le rappeur prend un vol pour aller de Fort Lauderdale (Floride) à Los Angeles. Lors de ce vol, il ne porte pas de masque et ce, après qu'il a annoncé quelques jours avant que la Covid-19 n'existait pas et qu'il ne respecterait pas les normes de sécurité. Il aurait ensuite insulté l'équipage de bord ce qui lui vaudra par la suite d'être banni de la compagnie de ce vol, JetBlue.
En novembre 2021, l'IRS a déposé un privilège sur sa maison de Miami pour impôts impayés d'un montant de 1,6 million de dollars.

## Discographie

### Albums studio
- 2017 : Lil Pump
- 2019 : Harverd Dropout
- 2023 : Lil Pump 2
- 2023 : Lil Pump 2 (Deluxe)

### Mixtapes
- 2021 : No Name (Lil Pump & Ronny J)

### Singles
- 2011 : Bitch I Think I Have/Made Swag
- 2013 : Glory Boyz at The crib gone asf
- 2015 : I'm Just Trappin (avec Lil Ominous)
- 2015 : 30's
- 2015 : $PLASH
- 2015 : SHE LUVIN
- 2015 : Cash (I Ain't)
- 2016 : Trapspot
- 2016 : BIG 30'S POPPIN (avec Lil Ominous)
- 2016 : Lil Pump
- 2016 : JOHNNY! (avec Smokepurpp)
- 2016 : Finesse the Pack
- 2016 : Elementary
- 2016 : Wristwork (avec Richy Samo)
- 2016 : On Larry
- 2016 : Gang Shit
- 2016 : Where's the Blow? (avec Ski Mask the Slump God)
- 2016 : Ignorant
- 2016 : Kilo (avec Smokepurpp)
- 2016 : Drum$tick
- 2016 : PistolGripPapi (avec Lil $ega)
- 2016 : Had
- 2016 : Get
- 2016 : Bitch! (avec Lil Ominous)
- 2016 : Count (avec Lil Ominous)
- 2016 : Take
- 2016 : Limo Clip (avec Glock $immons)
- 2016 : Bullshit (Kickstand) (avec Warhol.ss & Smokepurpp)
- 2016 : Water (avec ION LIL GUT)
- 2016 : D Rose
- 2016 : Broke My Wrist
- 2016 : But Then I Popped Xans
- 2016 : Whippin' (avec Stepdadfla)
- 2016 : Obama
- 2017 : Youngest Flexer
- 2017 : Movin' (avec Smokepurpp)
- 2017 : Two Guns (avec Famous Dex)
- 2017 : Gucci Gang
- 2017 : Boss
- 2017 : Big Bank (avec ION LIL GUT)
- 2017 : Magic (avec Richy Samo)
- 2017 : Flex Like Ouu
- 2017 : FIJI
- 2017 : Molly
- 2017 : Talkin Shit (avec Famous Dex)
- 2017 : Designer
- 2017 : Next (avec Rich the Kid)
- 2017 : Gucci Breakfast (avec Smokepurpp)
- 2017 : OK (avec Smokepurpp)
- 2017 : M.O.B. (avec Splash Zanotti)
- 2017 : DestGang (avec Desto Dubb)
- 2017 : Aight
- 2017 : Who Dat
- 2017 : Walked In Ready (avec JBan$2Turnt)
- 2018 : Designer (On My Drip) (avec Dom Chasin' Paper)
- 2018 : Trixx (avec Ronny J)
- 2018 : Trap Jumpin (avec Juicy J)
- 2018 : I Shyne (avec Carnage)
- 2018 : Lie Detector (avec 24hs)
- 2018 : BABY DADDY (avec Lil Yatchy)
- 2018 : Face Tats (avec Desto Dubb)
- 2018 : Esskeetit
- 2018 : Nun of Dat (avec BlocBoy JB)
- 2018 : Jetski Grizzley (avec Tee Grizzley)
- 2018 : Welcome to the Party (Solo)
- 2018 : Welcome to the Party (avec Diplo, French Montana & Zhavia Ward)
- 2018 : XXL Freshman Freestyle
- 2018 : XXL Freshman Freestyle: 2018 Recap (avec XXL)
- 2018 : Nephew (avec Smokepurpp)
- 2018 : Kept Back (avec Gucci Mane)
- 2018 : Ight (avec Blac Youngsta)
- 2018 : Drug Addicts
- 2018 : Multi Millionaire (avec Lil Uzi Vert)
- 2018 : I Love It (avec Kanye West)
- 2018 : I Love It (Freaky Girl Edit) (avec Kanye West)
- 2018 : Bank Teller (avec 03 Greedo)
- 2018 : Arms Around You (avec XXXTENTACION, Maluma & Swae Lee)
- 2018 : Bitches on Bitches (avec Tee Grizzley)
- 2018 : Overseas (avec Desiigner)
- 2018 : Coat (avec Desto Dubb)
- 2018 : InstaGrams (avec Desto Dubb)
- 2018 : Gnarly (avec Kodak Black)
- 2019 : Butterfly Doors
- 2019 : Racks On Racks
- 2019 : Be Like Me (avec Lil Wayne)
- 2019 : Old Heads and Regretful Hoes (Original) (avec Chief Keef & Zaytoven)
- 2019 : Rockets (avec Rich the Kid)
- 2019 : Hello (avec Ugly God)
- 2019 : Chandelier (avec Smokepurpp)
- 2019 : Shopping Spree (avec Murda Beatz)
- 2019 : Pose To Do (avec French Montana & Quavo)
- 2019 : HARDY BROTHERS FREESTYLE
- 2019 : Bussin (avec Blueface)
- 2019 : Never Stop (avec Danny Wolf)
- 2019 : Stack It Up (avec Ronny J)
- 2019 : Outta Cage (avec Desto Dubb)
- 2019 : Coronao Now (avec El Alfa)
- 2019 : Left Right (avec Smokepurpp)
- 2020 : SKREW STAR (avec Richy Samo)
- 2020 : You Know You Lit (avec Dobre Brothers)
- 2020 : Poppin (avec KSI)
- 2020 : ILLUMINATI (avec Anuel AA)
- 2020 : Off My Chest (avec Smokepurpp)
- 2020 : Dirty Sprite (avec Lil Filth)
- 2020 : 047057 (avec Yoppa Bam)
- 2020 : Life Like Me
- 2020 : Goyard Batman (avec Aitch & The Plug)
- 2020 : WATAFUK?! (avec Morgenshtern)
- 2020 : Lil Pimp Big Maga Steppin
- 2020 : I'monna
- 2021 : BNB (avec Desto Dubb)
- 2021 : Big Hoes (avec YN Jay)
- 2021 : Plastic Surgery (avec YN Jay)
- 2021 : Racks To The Ceiling (avec Tory Lanez & Ronny J)
- 2021 : In Da Way
- 2021 : Contacto (avec Nesi)
- 2022 : Mona Lisa (avec Soulja Boy)
- 2022 : Special Ed (avec Mannie Rx)
- 2022 : Mala (avec V Rod)
- 2022 : Goyard (avec El Alfa)
- 2022 : All The Sudden
- 2022 : Movie (avec Desto Dubb)
- 2022 : 1st off
- 2022 : Splurgin
- 2022 : Casanova (avec Yo Yo Honey Singh & DJ Shadow Dubai)
- 2022 : I’m back
- 2022 : Moshpit
- 2022 : She Know (avec Ty Dolla Sign)
- 2023 : Walked
- 2023 : Tesla (avec Smokepurpp)
- 2023 : Cool MF (Version 2)
- 2023 : I Sell
- 2023 : 6 Rings
- 2023 : Glow in the Dark
- 2023 : Curry Freestyle (avec N3on & Sneako)
- 2023 : N3on (avec N3on & Sneako)

### Remix
- 2018 : Gucci Gang
- 2018 : Gucci Gang (English)
- 2018 : Gucci Gang (Spanish)
- 2018 : Welcome to the Party (avec Diplo, French Montana, Famous Dex & Juicy J)
- 2018 : Welcome to the Party (avec Diplo, French Montana, Valentino Khan & Zhavia Ward)
- 2019 : Pookie (avec Aya Nakamura)
- 2019 : Uno (avec Ambjaay & Tyga)
- 2020 : Coronao Now (avec El Alfa, Vin Diesel, Sech & Myke Towers)
- 2022 : Toco Toco To (avec Dixson Waz)